# Lista de governantes da Baviera

Brasão da Baviera.

Esta é uma lista de governantes durante a história da Baviera. A Baviera foi governada por vários duques e reis, dividida e reunificada, sob o controle de várias dinastias. Desde 1949, a Baviera é um estado democrático da República Federal da Alemanha.

## Ducado da Baviera

### Dinastia Agilolfinga
Por volta de 548 os reis dos Francos colocaram a região fronteiriça da Baviera sob governo de um duque (provavelente franco ou então escolhido por entre as famílias nobres locais) que se supunha atuar como governador em nome do rei Franco. O primeiro duque conhecido foi Garibaldo, membro da poderosa e influente Casa Agilolfinga, que dominou a Baviera até à sua extinção em 788. 
| Nome         | Imagem | Início do governo     | Fim do governo        | Parte                                 | Notas |
| ------------ | ------ | --------------------- | --------------------- | ------------------------------------- | --- |
| Garibaldo I  |        | 555                   | 591                   | Baviera                               | Primeiro duque da Baviera. Algumas fontes designam-no como Reis dos Bávaros. |
| Tassilão I   |        | 591                   | 610                   | Baviera                               | Auto-proclamou-se Rei da Baviera. |
| Garibaldo II |        | 610                   | 630                   | Baviera                               | |
| Teodão       |        | 680                   | 11 de dezembro de 716 | Baviera                               | No seu governo, o ducado bávaro alcançou a independência efetiva dos reis francos. Os seus filhos dividiriam o ducado entre si, mas em 719 acabou por reverter por inteiro para Grimualdo da Baviera. |
| Teobaldo     |        | 702                   | 719                   | Partes da Baviera                     | Filho de Teodão. Governa conjuntamente com Teodoberto, Tassilão II e Grimualdo. |
| Teodoberto   |        | 711                   | 719                   | Salzburgo                             | Filho de Teodão. |
| Tassilão II  |        | 11 de dezembro de 716 | 719                   | Passau                                | Filho de Teodão. |
| Grimualdo    |        | 11 de dezembro de 716 | 725                   | Frisinga (até 719) Baviera (após 719) | Filho de Teodão. |
| Huberto      |        | 725                   | 737                   | Baviera                               | Filho de Teodoberto. Em 725(?), Carlos Martel, governador de facto, mas não oficialmente. No seu tempo o reino franco quis reassumir autoridade régia no ducado, assassinando o seu antecessor, Grimualdo e anexando várias porções da Baviera. |
| Odilo        |        | 737                   | 18 de Janeiro de 748  | Baviera                               | Filho de Godofredo da Alamânia. |
| Grifo        |        | 18 de Janeiro de 748  | 748                   | Baviera                               | Usurpador carolíngio. Usurpou o trono ducal da Baviera |
| Tassilão III |        | 748                   | 788                   | Baviera                               | Em 757 reconheceu a suserania do rei franco Pepino III e prestou vassalagem a Carlos Magno em 781, e de novo em 787, enquanto perseguia ua política mais independente. Em 788, Carlos Magno condeu Tassilão à morte por traição. Tendo-lhe sido garantido o perdão, entrou num mosteiro e renunciou formalmente ao seu ducado em Frankfurt am Main, em 794. |

### Dinastia Carolíngiae Dominação direta doSacro Império Romano-Germânico
Os Reis Francos assumiram controlo total sobre a Baviera, colocando a Baviera sob governadores de cargo não hereditário e servos civis. Os Carolíngios não se entitulavam Duques, mas sim Reis. Após o Tratado de Verdun de 840, que dividia as posses de Luís I, o Piedoso entre os seus filhos, coube à Frância Oriental, mais tarde designada Alemanha, que coube o governo da Baviera. 
| Nome                 | Imagem | Início do governo     | Fim do governo        | Parte   | Notas |
| -------------------- | ------ | --------------------- | --------------------- | ------- | --- |
| Carlos I, o Grande   |        | 788                   | 794                   | Baviera | Rei dos Francos desde 771. Em 794 entrega o governo da Baviera a um governador. |
| Geraldo de Vintzgau  |        | 794                   | 799                   | Baviera | Governador subserviente aos Carolíngios. |
| Carlos I, o Grande   |        | 799                   | 28 de janeiro de 814  | Baviera | Rei dos Francos desde 771. Em 794 entrega o governo da Baviera a um governador. |
| Lotário I            |        | 28 de janeiro de 814  | 817                   | Baviera | Pelo Tratado de Verdun, divide o seu império entre os filhos. Em 817, Luís cedeu o trono germânico ao seu filho, que se auto-proclamou Rei da Baviera. |
| Luís I, o Piedoso    |        | 817                   | 817                   | Baviera | Pelo Tratado de Verdun, divide o seu império entre os filhos. Em 817, Luís cedeu o trono germânico ao seu filho, que se auto-proclamou Rei da Baviera. |
| Luís II, o Germânico |        | 817                   | 864                   | Baviera | Filho de Luís I. Era suposto que, quando Luís I lhe cedeu a Baviea em 817, que Luís o Germânico a governasse subordinado a seu pai, até à morte deste em 840. A partir de 843, a Baviera integrou a Frância Oriental. Em 864, Luís cedeu a Baviera a seu filho Carlomano. A este sucederam-lhe os irmãos, Luís e Carlos. |
| Carlomano            |        | 864                   | 29 de setembro de 880 | Baviera | Filho primogénito de Luís II. |
| Luís III, o Jovem    |        | 29 de setembro de 880 | 20 de janeiro de 882  | Baviera | Filho de Luís II |
| Carlos II, o Gordo   |        | 20 de janeiro de 882  | 887                   | Baviera | Filho mais novo de Luís II. Unificou, pouco antes da sua morte, todas as posses dos Carolíngios, chegando mesmo a Imperador. |
| Arnulfo I            |        | 887                   | 8 de dezembro de 899  | Baviera | Bastardo de Carlomano, revoltou-se contra Carlos II e tomou o poder. |
| Engeldeu             |        | 890                   | 895                   | Baviera | Opositores não-dinásticos, com o título de Margrave. |
| Leopoldo             |        | 895                   | 907                   | Baviera | Opositores não-dinásticos, com o título de Margrave. |
| Luís IV, o Menino    |        | 8 de dezembro de 899  | 24 de setembro de 911 | Baviera | Filho de Arnulfo |

## O Ducado da Baviera como feudo de encargo imperial
Em 911, com a morte do último Carolíngio, a Baviera tornou-se um feudo cujos governantes eram nomeados pelo Imperador Romano-Germânico. Assim se explica a grande variedade de famílias que, até 1180, possuíram o governo deste ducado. Eram duques semi-hereditários, uma vez que, apesar de o transmitirem à sua descendência, podiam a qualquer momento ser despojados da sua herança pelo Imperador, que, no seu lugar, apontava quem desejasse, não tendo de pertencer à mesma família.

#### Dinastia Leopoldina, 911–947
Dinastia Leopoldina
Leopoldo, fundador dos Leopoldinos, não era Duque da Baviera, mas pretendeu aquela terra no tempo dos últimos Carolíngios, Arnulfo e Luís A Criança. Era um Margrave da Caríntia, então também sob alçada carolíngia. O poder franco começou a ceder dadas as invasões frequentes dos povos húngaros, dando aos governantes destas províncias mais afastadas (provavelmente por falta de apoio) maior margem de manobra, e consequentemente uma maior independência. O filho de Leopoldo, Arnulfo, reclamou o título de Duque a partir de 911, e foi reconhecido como tal em 920.

#### Reis alemães e parentes, 947–1070
Casa de Liudolfing       Dinastia Saliana       Casa de Luxemburgo
Entre 947 e o século XI, os reis da Alemanha interferiram com maior frequência na política bávara, mudando o governo com frequência (por vezes instalando-se eles próprios), nunca deixando que uma determinada família se instalasse como governante. Foi o período não-hereditário do ducado bávaro, com várias famílias a governar e a sucederem-se entre si, muitas vezes não estando sequer relacionadas.

#### Casas de Guelfos e Babenberg, 1070–1180
Casa de Guelfos       Casa de Babenberg
Em 1070, Henrique IV do Sacro Império Romano-Germânico depôs o duque Otão, dando o ducado a Guelfo IV, membro da Família Este. Guelfo fez guerra com o Imperador alemão, que o privou do ducado por 19 anos, durante os quais o próprio imperador governou a terra; Guelfo recuperou o ducado em 1096, e restabeleceu a semi-hereditariedade na Baviera, transmitindo o ducado a seus filhos Guelfo II e Henrique IX. Em 1139, em consequência de novas guerras com o rei alemão Conrado III da Germânia, Henrique X (filho de Henrique IX) foi despojado do ducado, que foi entregue a Leopoldo IV da Áustria. Henrique XI sucede ao irmão sem descendentes, e pareceu querer estabelecer-se na Baviera, casando-se inclusivamente com a então viúva de Henrique X, Gertrudes. Porém, em 1156, o Imperador Frederico I oferece a Henrique o título de duque de Áustria em troca da Baviera, trato aceite nesse mesmo ano, pelo decreto Privielgium Minus. Foi o fim dos Babenberg na Baviera.

#### Duques
| Nome                        | Imagem     | Início do governo         | Fim do governo          | Casa       | Notas |
| --------------------------- | ---------- | ------------------------- | ----------------------- | ---------- | --- |
| Arnulfo, o Mau              |            | 24 de setembro de 911 920 | 14 de julho de 937      | Leopoldina | Filho de Leopoldo. Reclamou o título de duque em 911, que lhe foi concedido por Henrique I da Germânia em 920. |
| Eberardo                    |            | 937                       | 938                     | Leopoldina | Banido pelo Imperador, que desejava reafirmar o seu controlo. No seu lugar é colocado o seu tio Bertoldo, irmão de Arnulfo. |
| Bertoldo                    |            | 937                       | 23 de novembro de 947   | Leopoldina | Filho mais novo de Leopoldo. |
| Henrique I                  |            | 23 de novembro de 947     | 1 de novembro de 955    | Liudolfing | Filho de Henrique I da Germânia e portanto irmão de Otão I do Sacro Império Romano-Germânico, que deu a Baviera a este irmão, genro de Arnulfo o Mau. |
| Henrique II, o Belicoso     |            | 1 de novembro de 955      | 976                     | Liudolfing | Em 985, guerreou contra o seu primo, Otão II do Sacro Império Romano-Germânico, que desta fora o privou do ducado, dando-o ao duque da Suábia (e primo) Otão., que acumulou assim os dois ducados                                                          |
| Otão I                      | Otão I     | 976                       | 982                     | Liudolfing | Também duque da Suábia. Com a sua morte sem descendência, o ducado retornou aos Leopoldinos. |
| Henrique III, o Jovem       |            | 983                       | 985                     | Leopoldina | A Baviera foi dada ao filho de Bertoldo da Baviera, Henrique, que restaura por u breve período de tempo o governo dos Leopoldinos da Baviera, que termina definitivamente com o negócio que fez com o Imperador, trocando a Baviera pela Caríntia, em 985. |
| Henrique II, o Belicoso     |            | 985                       | 995                     | Liudolfing | Restaura o seu governo em 985. |
| Henrique IV, o Santo        |            | 995                       | 1004                    | Liudolfing | Filho de Henrique II. Henrique IV foi eleito Imperador em 1004 e nessa altura deu a Baviera ao cunhado, Henrique I do Luxemburgo. |
| Henrique V                  |            | 1004                      | 1009                    | Luxemburgo | Filho de Sigifredo do Luxemburgo. Em 1009 o ducado é-lhe retirado, dada a necessidade do Imperador de reafirmar a sua autoridade e controlo sobre as suas terras originais.                                                                                |
| Henrique IV, o Santo        |            | 1009                      | 1017                    | Liudolfing | Administração direta do Sacro Império Romano-Germânico |
| Henrique V                  |            | 1017                      | 27 de fevereiro de 1026 | Luxemburgo | Recupera a Baviera em 1017, e governa-a até à morte. Conrado II do Sacro Império Romano-Germânico, deu o ducado de Henrique V ao seu próprio filho, o futuro Imperador Henrique III, em 1026.                                                              |
| Henrique VI, o Negro        |            | 27 de fevereiro de 1026   | 1042                    | Saliana    | Administração direta do Sacro Império Romano-Germânico, desde 1039. Filho de Conrado II do Sacro Império Romano-Germânico. |
| Henrique VII                |            | 1042                      | 16 de outubro de 1047   | Luxemburgo | Filho de Frederico do Luxemburgo. Em 1042, Henrique III do Sacro Império Romano-Germânico, garantiu o ducado ao conde Henrique II do Luxemburgo, sobrinho de Henrique I/V do Luxemburgo-Baviera.                                                           |
| Henrique VI, o Negro        |            | 16 de outubro de 1047     | 1049                    | Saliana    | Administração direta do Sacro Império Romano-Germânico. |
| Conrado I (Kuno)            |            | 1049                      | 1053                    | Ezzonen    | Filho de Ludolfo da Lotaríngia. Depois da morte de Henrique VII, o ducado regressou à administração imperial. Em 1049 Henrique VI dá o ducado a Conrado/Kuno, Conde de Zütphen, in 1049. Foi deposto.                                                      |
| Inês de Aquitânia (regente) |            | 1053                      | 1061                    | Saliana    | Regência; Administração direta do Sacro Império Romano-Germânico. Filho de Henrique VI (III como Sacro-Imperador) |
| Henrique VIII               |            | 1053                      | 1054                    | Saliana    | Administração direta do Sacro Império Romano-Germânico. Filho de Henrique VI (III como Sacro-Imperador) |
| Conrado II                  |            | 1054                      | 1055                    | Saliana    | |
| Henrique VIII               |            | 1055                      | 1061                    | Saliana    | Administração direta do Sacro Império Romano-Germânico. |
| Otão II                     |            | 1061                      | 1070                    | Nordheim   | Em 1061, a Imperatriz Inês de Aquitânia confiou o ducado a Otão de Nordheim. |
| Guelfo I                    |            | 1070                      | 1077                    | Guelfos    | Guerreou com o Imperador Henrique IV, e foi provado do seu ducado em 1077, que voltou à administração direta do Imperador. |
| Henrique VIII               | Henry IV   | 1077                      | 1096                    | Saliana    | Administração direta do Sacro Império Romano-Germânico. Filho de Henrique VI (III como Sacro-Imperador) |
| Guelfo I                    |            | 1096                      | 6 de novembro de 1101   | Guelfos    | Recuperou o ducado em 1096. |
| Guelfo II, o Gordo          |            | 6 de novembro de 1101     | 24 de setembro de 1120  | Guelfos    | Filho do seu antecessor. |
| Henrique IX, o Negro        | Henry IX   | 24 de setembro de 1120    | 13 de dezembro de 1126  | Guelfos    | Irmão do anterior. Abdicou. |
| Henrique X, o Orgulhoso     |            | 13 de dezembro de 1126    | 20 de outubro de 1139   | Guelfos    | Filho de Henrique IX. Numa luta de poder com o rei alemão, Conrado III da Germânia, este tirou-lhe o ducado. |
| Leopoldo I, o Generoso      | Leopold IV | 20 de outubro de 1139     | 18 de outubro de 1141   | Babenberg  | Aquando da sua morte, Conrado III da Germânia garantiu-o Henrique, irmão e herdeiro de Leopoldo. |
| Henrique XI, Jasomirgott    |            | 18 de outubro de 1141     | 1156                    | Babenberg  | Irmão de Leopoldo, sucedeu-lhe na Baviera e também nos domínios austríacos. |
| Henrique XII, o Leão        |            | 1156                      | 1180                    | Guelfos    | Quando Frederico I se tornou rei da Alemanha, restaurou a Baviera à Casa de Guelfos, cujo chefe na altura era Henrique, filho de Henrique X. Também Duque da Saxónia.                                                                                      |

## Ducado hereditário da Baviera
Em 1180, o Imperador Frederico I, despojou Henrique XII de todos os seus feudos por ter recusado auxílio nas campanhas italianas. Foi nesta altura que o Imperador colocou Otão VI de Wittelsbach no trono ducal, e a família acabou, por entre vários ramos, manter a Baviera em seu poder sucessivamente até 1918.

### Casa de Wittelsbach

#### Partições da Baviera sob governo dos Wittelsbach
| Ducado da Baviera (1180-1253)                               |                                        |                                        |                                        |                                        |                                                                             |                                                                             |                                                                             |                                                                             |
| Baixa Baviera (1ª criação) (1253-1340)                      | Baixa Baviera (1ª criação) (1253-1340) | Baixa Baviera (1ª criação) (1253-1340) | Baixa Baviera (1ª criação) (1253-1340) | Baixa Baviera (1ª criação) (1253-1340) | Alta Baviera (1ª criação) (1253-1340)                                       | Alta Baviera (1ª criação) (1253-1340)                                       | Alta Baviera (1ª criação) (1253-1340)                                       | Alta Baviera (1ª criação) (1253-1340)                                       |
| Ducado da Baviera (Linha da Alta Baviera) (1340-1349)       |                                        |                                        |                                        |                                        |                                                                             |                                                                             |                                                                             |                                                                             |
| Baixa Baviera (2ª criação) (1349-1353)                      | Baixa Baviera (2ª criação) (1349-1353) | Baixa Baviera (2ª criação) (1349-1353) | Baixa Baviera (2ª criação) (1349-1353) | Baixa Baviera (2ª criação) (1349-1353) | Alta Baviera (2ª criação) (1349-1363) (dividido entre os restantes ducados) | Alta Baviera (2ª criação) (1349-1363) (dividido entre os restantes ducados) | Alta Baviera (2ª criação) (1349-1363) (dividido entre os restantes ducados) | Alta Baviera (2ª criação) (1349-1363) (dividido entre os restantes ducados) |
| Landshut (1353-1503)                                        |                                        |                                        |                                        |                                        | Alta Baviera (2ª criação) (1349-1363) (dividido entre os restantes ducados) | Alta Baviera (2ª criação) (1349-1363) (dividido entre os restantes ducados) | Alta Baviera (2ª criação) (1349-1363) (dividido entre os restantes ducados) | Alta Baviera (2ª criação) (1349-1363) (dividido entre os restantes ducados) |
| Straubing (1353-1432) (dividido entre os restantes ducados) |                                        |                                        |                                        |                                        |                                                                             |                                                                             |                                                                             |                                                                             |
| Munique (1392-1503)                                         | Munique (1392-1503)                    | Ingolstadt (1392-1445)                 |                                        |                                        |                                                                             |                                                                             |                                                                             |                                                                             |
| Munique (1392-1503)                                         | Munique (1392-1503)                    | Ingolstadt (1392-1445)                 |                                        |                                        |                                                                             |                                                                             |                                                                             |                                                                             |
| Munique (1392-1503)                                         | Munique (1392-1503)                    |                                        |                                        |                                        |                                                                             |                                                                             |                                                                             |                                                                             |
| Dachau (1467-1501)                                          |                                        |                                        |                                        |                                        |                                                                             |                                                                             |                                                                             |                                                                             |
|                                                             |                                        |                                        |                                        |                                        |                                                                             |                                                                             |                                                                             |                                                                             |
| Ducado da Baviera (Linha de Munique) (1503-1623)            |                                        |                                        |                                        |                                        |                                                                             |                                                                             |                                                                             |                                                                             |

#### Os governantes
(Nota: A numeração dos duques é a mesma para todos os ducados, uma vez que todos se intitularam Duques da Baviera. Os duques estão numerados por ano de sucessão.)
| Governante                                                                               | Governante   | Nascimento              | Reinado                         | Morte                          | Parte                           | Consorte | Notas |
| ---------------------------------------------------------------------------------------- | ------------ | ----------------------- | ------------------------------- | ------------------------------ | ------------------------------- | --- | --- |
| Otão III O Cabeça Vermelha                                                               |              | 1117                    | 1180-1183                       | 11 de julho de 1183            | Baviera                         | Inês de Loon 1169 onze filhos | Em 1180, Frederico I do Sacro Império Romano-Germânico deu a Baviera a Otão, que então retinha o senhorio de Wittelsbach. |
| Inês de Loon (regente)                                                                   |              | 1150                    | 1183-1189                       | 1191                           | Baviera                         | Otão I O Cabeça Vermelha 1169 onze filhos | Regente em nome do seu filho, Luís, assegurou a herança dele. |
| Luís I O de Kelheim                                                                      |              | 23 de dezembro de 1173  | 1189-1231                       | 15 de setembro de 1231         | Baviera                         | Ludmila da Boémia 1204 um filho | Filho de Otão III, obteve o Eleitorado do Palatinado em 1214, sendo a partir daí conde Palatino do Reno. Foi assassinado. |
| Otão IV O Ilustre                                                                        |              | 7 de abril de 1206      | 1231-1253                       | 29 de novembro de 1253         | Baviera                         | Inês do Palatinado 1222 Worms onze filhos | Também Conde Palatino do Reno. Após a sua morte a Baviera foi repartida entre os seus dois filhos: Henrique recebeu a Baixa Baviera; Luís a Alta Baviera. Seria o início de uma série de divisões que perdurariam até ao início do séc. XVI. |
| Henrique XIII                                                                            |              | 19 de novembro de 1235  | 1253-1290                       | 3 de fevereiro de 1290         | Baixa Baviera                   | Isabel da Hungria 1250 dez filhos | Filho de Otão IV, recebeu a Baixa Baviera depois da partição de 1253. |
| Luís II O Rigoroso                                                                       |              | 13 de abril de 1229     | 1253-1294                       | 2 de fevereiro de 1294         | Alta Baviera                    | Maria de Brabante 2 de agosto de 1254 (decapitada) sem filhos Ana de Głogów 1260 dois filhos Matilde de Áustria 24 de outubro de 1273 quatro filhos | Filho de Otão IV, recebeu a Alta Baviera depois da partição de 1253. |
| Otão V O Bávaro                                                                          |              | 11 de fevereiro de 1261 | 1290-1312                       | 9 de novembro de 1312          | Baixa Baviera                   | Catarina de Áustria janeiro de 1279 dois filhos Inês de Głogów 18 de maio de 1309 dois filhos | Filhos de Henrique XIII, governaram em conjunto. EM 1305, Otão tornou-se Rei da Hungria e da Croácia, como neto de Béla IV da Hungria. |
| Luís III                                                                                 |              | 9 de outubro de 1269    | 1290-1296                       | 9 de outubro de 1296           | Baixa Baviera                   | Isabel de Lorena 1287 sem filhos | Filhos de Henrique XIII, governaram em conjunto. EM 1305, Otão tornou-se Rei da Hungria e da Croácia, como neto de Béla IV da Hungria. |
| Estêvão I                                                                                |              | 14 de março de 1271     | 1290-1310                       | 10 de dezembro de 1310         | Baixa Baviera                   | Judite de Świdnica-Jawor 1299 oito filhos | Filhos de Henrique XIII, governaram em conjunto. EM 1305, Otão tornou-se Rei da Hungria e da Croácia, como neto de Béla IV da Hungria. |
| Matilde de Áustria (regente)                                                             |              | 1253                    | 1294-1296                       | 23 de dezembro de 1304         | Alta Baviera                    | Luís II O Rigoroso 24 de outubro de 1273 quatro filhos | Viúva de Luís II, e regente em nome dos filhos menores. |
| Rodolfo I O Gago                                                                         |              | 4 de outubro de 1274    | 1296-1317                       | 12 de agosto de 1319           | Alta Baviera                    | Matilde de Nassau 1 de setembro de 1294 Nuremberga seis filhos | Governou com seu irmão Luís IV. Em 1317 Rodolfo abdicou dos seus direitos bávaros para o irmão, que em 1328 foi eleito Sacro Imperador Romano-Germânico, e em 1340 reuniu a Baviera sob o seu cetro. |
| Henrique XIV O Velho                                                                     |              | 29 de setembrp de 1305  | 1312-1339                       | 1 de setembro de 1339          | Baixa Baviera                   | Margarida da Boémia 12 de agosto de 1328 dois filhos. | Filhos de Estêvão I (Henrique XIV e Otão VI) e de Otão V (Henrique XV). Governaram em conjunto. |
| Otão VI                                                                                  |              | 3 de janeiro de 1307    | 1312-1334                       | 14 de dezembro de 1334         | Baixa Baviera                   | Ricarda de Jülich 1330 um filho | Filhos de Estêvão I (Henrique XIV e Otão VI) e de Otão V (Henrique XV). Governaram em conjunto. |
| Henrique XV O de Natternberg                                                             |              | 28 de agosto de 1312    | 1312-1333                       | 18 de junho de 1333            | Baixa Baviera                   | Ana de Áustria entre 1326 e 1328 sem filhos | Filhos de Estêvão I (Henrique XIV e Otão VI) e de Otão V (Henrique XV). Governaram em conjunto. |
| João I A Criança                                                                         |              | 29 de novembro de 1329  | 1339-1340                       | 20 de dezembro de 1340         | Baixa Baviera                   | Ana da Alta Baviera 18 de abril de 1339 Munique sem filhos | Não deixou filhos, o que permitiu a seu primo e sogro Luís IV reunir a Baviera, em 1340. |
| Luís IV O Bávaro                                                                         |              | 5 de abril de 1282      | 1296-1340                       | 11 de outubro de 1347          | Alta Baviera                    | Beatriz de Świdnica-Jawor 14 de outubro de 1308 seis filhos Margarida II, Condessa de Holanda-Hainaut 26 de fevereiro de 1324 Colónia dez filhos | Governou com o seu irmão Rodolfo I até 1317 — depois sozinho. Luís foi eleito Rei da Alemanha em 1314. Pelo Tratado de Pavia (1329) Luís abdicou do Palatinado do Reno para os filhos de Rodolfo I. Depois da morte de João I (1340, Luís reunificou a Baviera. Administração direta do Sacro Império, desde 1328. |
| Luís IV O Bávaro                                                                         | 1340-1347    | 5 de abril de 1282      | Baviera                         | 11 de outubro de 1347          |                                 | Beatriz de Świdnica-Jawor 14 de outubro de 1308 seis filhos Margarida II, Condessa de Holanda-Hainaut 26 de fevereiro de 1324 Colónia dez filhos | Governou com o seu irmão Rodolfo I até 1317 — depois sozinho. Luís foi eleito Rei da Alemanha em 1314. Pelo Tratado de Pavia (1329) Luís abdicou do Palatinado do Reno para os filhos de Rodolfo I. Depois da morte de João I (1340, Luís reunificou a Baviera. Administração direta do Sacro Império, desde 1328. |
| Luís V O de Brandemburgo                                                                 | \|           | maio de 1315            | 1347-1349                       | 18 de setembro de 1361         | Baviera                         | Margarida da Dinamarca 1324 sem filhos Margarida, Condessa do Tirol 10 de fevereiro de 1342 Meran quatro filhos | Filhos de Luís IV, dividiram a herança em 1349. Luís V, Luís VI e Otão VII ficaram com a Alta Baviera; Guilherme, Alberto e Estêvão com a Baixa Baviera. Depois da partição de 1349, receberam a Alta Baviera. Em 1351, Luís VI e Otão VII desistiram da herança bávara para tomar a dignidade eleitoral em Brandemburgo. Perdendo o Eleitorado de Brandemburgo em 1373, Otão regressou à Baviera para reclamar nova herança. Desta forma, partilha os bens dos sobrinhos (filhos de seu irmão Estêvão II). Na Baixa Baviera, os irmãos fazem nova partição: Estêvão recebe o Landshut, Guilherme e Alberto recebem Straubing em conjunto, aos quais se junta Alberto II, filho de Alberto I, em 1389. |
| Luís V O de Brandemburgo                                                                 | \|           | maio de 1315            | 1349-1361                       | 18 de setembro de 1361         | Alta Baviera                    | Margarida da Dinamarca 1324 sem filhos Margarida, Condessa do Tirol 10 de fevereiro de 1342 Meran quatro filhos | Filhos de Luís IV, dividiram a herança em 1349. Luís V, Luís VI e Otão VII ficaram com a Alta Baviera; Guilherme, Alberto e Estêvão com a Baixa Baviera. Depois da partição de 1349, receberam a Alta Baviera. Em 1351, Luís VI e Otão VII desistiram da herança bávara para tomar a dignidade eleitoral em Brandemburgo. Perdendo o Eleitorado de Brandemburgo em 1373, Otão regressou à Baviera para reclamar nova herança. Desta forma, partilha os bens dos sobrinhos (filhos de seu irmão Estêvão II). Na Baixa Baviera, os irmãos fazem nova partição: Estêvão recebe o Landshut, Guilherme e Alberto recebem Straubing em conjunto, aos quais se junta Alberto II, filho de Alberto I, em 1389. |
| Luís VI O Romano                                                                         |              | 7 de maio de 1328       | 1347-1349                       | 17 de maio de 1365             | Baviera                         | Cunegunda da Polónia antes de 1349 sem filhos Ingeborg de Mecklemburgo-Schwerin 1360 sem filhos | Filhos de Luís IV, dividiram a herança em 1349. Luís V, Luís VI e Otão VII ficaram com a Alta Baviera; Guilherme, Alberto e Estêvão com a Baixa Baviera. Depois da partição de 1349, receberam a Alta Baviera. Em 1351, Luís VI e Otão VII desistiram da herança bávara para tomar a dignidade eleitoral em Brandemburgo. Perdendo o Eleitorado de Brandemburgo em 1373, Otão regressou à Baviera para reclamar nova herança. Desta forma, partilha os bens dos sobrinhos (filhos de seu irmão Estêvão II). Na Baixa Baviera, os irmãos fazem nova partição: Estêvão recebe o Landshut, Guilherme e Alberto recebem Straubing em conjunto, aos quais se junta Alberto II, filho de Alberto I, em 1389. |
| Luís VI O Romano                                                                         | 1349-1351    | 7 de maio de 1328       | Alta Baviera                    | 17 de maio de 1365             |                                 | Cunegunda da Polónia antes de 1349 sem filhos Ingeborg de Mecklemburgo-Schwerin 1360 sem filhos | Filhos de Luís IV, dividiram a herança em 1349. Luís V, Luís VI e Otão VII ficaram com a Alta Baviera; Guilherme, Alberto e Estêvão com a Baixa Baviera. Depois da partição de 1349, receberam a Alta Baviera. Em 1351, Luís VI e Otão VII desistiram da herança bávara para tomar a dignidade eleitoral em Brandemburgo. Perdendo o Eleitorado de Brandemburgo em 1373, Otão regressou à Baviera para reclamar nova herança. Desta forma, partilha os bens dos sobrinhos (filhos de seu irmão Estêvão II). Na Baixa Baviera, os irmãos fazem nova partição: Estêvão recebe o Landshut, Guilherme e Alberto recebem Straubing em conjunto, aos quais se junta Alberto II, filho de Alberto I, em 1389. |
| Otão VII O Indolente                                                                     |              | 1340/42                 | 1347-1349                       | 15 de novembro de 1379         | Baviera                         | Catarina da Boémia 19 de março de 1366 sem filhos | Filhos de Luís IV, dividiram a herança em 1349. Luís V, Luís VI e Otão VII ficaram com a Alta Baviera; Guilherme, Alberto e Estêvão com a Baixa Baviera. Depois da partição de 1349, receberam a Alta Baviera. Em 1351, Luís VI e Otão VII desistiram da herança bávara para tomar a dignidade eleitoral em Brandemburgo. Perdendo o Eleitorado de Brandemburgo em 1373, Otão regressou à Baviera para reclamar nova herança. Desta forma, partilha os bens dos sobrinhos (filhos de seu irmão Estêvão II). Na Baixa Baviera, os irmãos fazem nova partição: Estêvão recebe o Landshut, Guilherme e Alberto recebem Straubing em conjunto, aos quais se junta Alberto II, filho de Alberto I, em 1389. |
| Otão VII O Indolente                                                                     | 1349-1351    | 1340/42                 | Alta Baviera                    | 15 de novembro de 1379         |                                 | Catarina da Boémia 19 de março de 1366 sem filhos | Filhos de Luís IV, dividiram a herança em 1349. Luís V, Luís VI e Otão VII ficaram com a Alta Baviera; Guilherme, Alberto e Estêvão com a Baixa Baviera. Depois da partição de 1349, receberam a Alta Baviera. Em 1351, Luís VI e Otão VII desistiram da herança bávara para tomar a dignidade eleitoral em Brandemburgo. Perdendo o Eleitorado de Brandemburgo em 1373, Otão regressou à Baviera para reclamar nova herança. Desta forma, partilha os bens dos sobrinhos (filhos de seu irmão Estêvão II). Na Baixa Baviera, os irmãos fazem nova partição: Estêvão recebe o Landshut, Guilherme e Alberto recebem Straubing em conjunto, aos quais se junta Alberto II, filho de Alberto I, em 1389. |
| Otão VII O Indolente                                                                     | 1375-1379    | 1340/42                 | Baviera-Landshut                | 15 de novembro de 1379         |                                 | Catarina da Boémia 19 de março de 1366 sem filhos | Filhos de Luís IV, dividiram a herança em 1349. Luís V, Luís VI e Otão VII ficaram com a Alta Baviera; Guilherme, Alberto e Estêvão com a Baixa Baviera. Depois da partição de 1349, receberam a Alta Baviera. Em 1351, Luís VI e Otão VII desistiram da herança bávara para tomar a dignidade eleitoral em Brandemburgo. Perdendo o Eleitorado de Brandemburgo em 1373, Otão regressou à Baviera para reclamar nova herança. Desta forma, partilha os bens dos sobrinhos (filhos de seu irmão Estêvão II). Na Baixa Baviera, os irmãos fazem nova partição: Estêvão recebe o Landshut, Guilherme e Alberto recebem Straubing em conjunto, aos quais se junta Alberto II, filho de Alberto I, em 1389. |
| Estêvão II O Representante                                                               |              | 1319                    | 1347-1349                       | 13 de maio de 1375             | Baviera                         | Isabel da Sicília 27 de junho de 1328 quatro filhos Margarida de Nuremberga 14 de fevereiro de 1359 três filhos | Filhos de Luís IV, dividiram a herança em 1349. Luís V, Luís VI e Otão VII ficaram com a Alta Baviera; Guilherme, Alberto e Estêvão com a Baixa Baviera. Depois da partição de 1349, receberam a Alta Baviera. Em 1351, Luís VI e Otão VII desistiram da herança bávara para tomar a dignidade eleitoral em Brandemburgo. Perdendo o Eleitorado de Brandemburgo em 1373, Otão regressou à Baviera para reclamar nova herança. Desta forma, partilha os bens dos sobrinhos (filhos de seu irmão Estêvão II). Na Baixa Baviera, os irmãos fazem nova partição: Estêvão recebe o Landshut, Guilherme e Alberto recebem Straubing em conjunto, aos quais se junta Alberto II, filho de Alberto I, em 1389. |
| Estêvão II O Representante                                                               | 1349-1353    | 1319                    | Baixa Baviera                   | 13 de maio de 1375             |                                 | Isabel da Sicília 27 de junho de 1328 quatro filhos Margarida de Nuremberga 14 de fevereiro de 1359 três filhos | Filhos de Luís IV, dividiram a herança em 1349. Luís V, Luís VI e Otão VII ficaram com a Alta Baviera; Guilherme, Alberto e Estêvão com a Baixa Baviera. Depois da partição de 1349, receberam a Alta Baviera. Em 1351, Luís VI e Otão VII desistiram da herança bávara para tomar a dignidade eleitoral em Brandemburgo. Perdendo o Eleitorado de Brandemburgo em 1373, Otão regressou à Baviera para reclamar nova herança. Desta forma, partilha os bens dos sobrinhos (filhos de seu irmão Estêvão II). Na Baixa Baviera, os irmãos fazem nova partição: Estêvão recebe o Landshut, Guilherme e Alberto recebem Straubing em conjunto, aos quais se junta Alberto II, filho de Alberto I, em 1389. |
| Estêvão II O Representante                                                               | 1353-1375    | 1319                    | Baviera-Landshut                | 13 de maio de 1375             |                                 | Isabel da Sicília 27 de junho de 1328 quatro filhos Margarida de Nuremberga 14 de fevereiro de 1359 três filhos | Filhos de Luís IV, dividiram a herança em 1349. Luís V, Luís VI e Otão VII ficaram com a Alta Baviera; Guilherme, Alberto e Estêvão com a Baixa Baviera. Depois da partição de 1349, receberam a Alta Baviera. Em 1351, Luís VI e Otão VII desistiram da herança bávara para tomar a dignidade eleitoral em Brandemburgo. Perdendo o Eleitorado de Brandemburgo em 1373, Otão regressou à Baviera para reclamar nova herança. Desta forma, partilha os bens dos sobrinhos (filhos de seu irmão Estêvão II). Na Baixa Baviera, os irmãos fazem nova partição: Estêvão recebe o Landshut, Guilherme e Alberto recebem Straubing em conjunto, aos quais se junta Alberto II, filho de Alberto I, em 1389. |
| Guilherme I O Louco                                                                      |              | 12 de maio de 1330      | 1347-1349                       | 15 de abril de 1389            | Baviera                         | Matilde de Leicester 1352 Londres sem filhos | Filhos de Luís IV, dividiram a herança em 1349. Luís V, Luís VI e Otão VII ficaram com a Alta Baviera; Guilherme, Alberto e Estêvão com a Baixa Baviera. Depois da partição de 1349, receberam a Alta Baviera. Em 1351, Luís VI e Otão VII desistiram da herança bávara para tomar a dignidade eleitoral em Brandemburgo. Perdendo o Eleitorado de Brandemburgo em 1373, Otão regressou à Baviera para reclamar nova herança. Desta forma, partilha os bens dos sobrinhos (filhos de seu irmão Estêvão II). Na Baixa Baviera, os irmãos fazem nova partição: Estêvão recebe o Landshut, Guilherme e Alberto recebem Straubing em conjunto, aos quais se junta Alberto II, filho de Alberto I, em 1389. |
| Guilherme I O Louco                                                                      | 1349-1353    | 12 de maio de 1330      | Baixa Baviera                   | 15 de abril de 1389            |                                 | Matilde de Leicester 1352 Londres sem filhos | Filhos de Luís IV, dividiram a herança em 1349. Luís V, Luís VI e Otão VII ficaram com a Alta Baviera; Guilherme, Alberto e Estêvão com a Baixa Baviera. Depois da partição de 1349, receberam a Alta Baviera. Em 1351, Luís VI e Otão VII desistiram da herança bávara para tomar a dignidade eleitoral em Brandemburgo. Perdendo o Eleitorado de Brandemburgo em 1373, Otão regressou à Baviera para reclamar nova herança. Desta forma, partilha os bens dos sobrinhos (filhos de seu irmão Estêvão II). Na Baixa Baviera, os irmãos fazem nova partição: Estêvão recebe o Landshut, Guilherme e Alberto recebem Straubing em conjunto, aos quais se junta Alberto II, filho de Alberto I, em 1389. |
| Guilherme I O Louco                                                                      | 1353-1389    | 12 de maio de 1330      | Baviera-Straubing               | 15 de abril de 1389            |                                 | Matilde de Leicester 1352 Londres sem filhos | Filhos de Luís IV, dividiram a herança em 1349. Luís V, Luís VI e Otão VII ficaram com a Alta Baviera; Guilherme, Alberto e Estêvão com a Baixa Baviera. Depois da partição de 1349, receberam a Alta Baviera. Em 1351, Luís VI e Otão VII desistiram da herança bávara para tomar a dignidade eleitoral em Brandemburgo. Perdendo o Eleitorado de Brandemburgo em 1373, Otão regressou à Baviera para reclamar nova herança. Desta forma, partilha os bens dos sobrinhos (filhos de seu irmão Estêvão II). Na Baixa Baviera, os irmãos fazem nova partição: Estêvão recebe o Landshut, Guilherme e Alberto recebem Straubing em conjunto, aos quais se junta Alberto II, filho de Alberto I, em 1389. |
| Alberto I                                                                                |              | 25 de julho de 1336     | 1347-1349                       | 13 de dezembro de 1404         | Baviera                         | Margarida de Brzeg depois de 19 de julho de 1353 Passau sem filhos Margarida de Clèves 1394 Heusden sem filhos | Filhos de Luís IV, dividiram a herança em 1349. Luís V, Luís VI e Otão VII ficaram com a Alta Baviera; Guilherme, Alberto e Estêvão com a Baixa Baviera. Depois da partição de 1349, receberam a Alta Baviera. Em 1351, Luís VI e Otão VII desistiram da herança bávara para tomar a dignidade eleitoral em Brandemburgo. Perdendo o Eleitorado de Brandemburgo em 1373, Otão regressou à Baviera para reclamar nova herança. Desta forma, partilha os bens dos sobrinhos (filhos de seu irmão Estêvão II). Na Baixa Baviera, os irmãos fazem nova partição: Estêvão recebe o Landshut, Guilherme e Alberto recebem Straubing em conjunto, aos quais se junta Alberto II, filho de Alberto I, em 1389. |
| Alberto I                                                                                | 1349-1353    | 25 de julho de 1336     | Baixa Baviera                   | 13 de dezembro de 1404         |                                 | Margarida de Brzeg depois de 19 de julho de 1353 Passau sem filhos Margarida de Clèves 1394 Heusden sem filhos | Filhos de Luís IV, dividiram a herança em 1349. Luís V, Luís VI e Otão VII ficaram com a Alta Baviera; Guilherme, Alberto e Estêvão com a Baixa Baviera. Depois da partição de 1349, receberam a Alta Baviera. Em 1351, Luís VI e Otão VII desistiram da herança bávara para tomar a dignidade eleitoral em Brandemburgo. Perdendo o Eleitorado de Brandemburgo em 1373, Otão regressou à Baviera para reclamar nova herança. Desta forma, partilha os bens dos sobrinhos (filhos de seu irmão Estêvão II). Na Baixa Baviera, os irmãos fazem nova partição: Estêvão recebe o Landshut, Guilherme e Alberto recebem Straubing em conjunto, aos quais se junta Alberto II, filho de Alberto I, em 1389. |
| Alberto I                                                                                | 1353-1404    | 25 de julho de 1336     | Baviera-Straubing               | 13 de dezembro de 1404         |                                 | Margarida de Brzeg depois de 19 de julho de 1353 Passau sem filhos Margarida de Clèves 1394 Heusden sem filhos | Filhos de Luís IV, dividiram a herança em 1349. Luís V, Luís VI e Otão VII ficaram com a Alta Baviera; Guilherme, Alberto e Estêvão com a Baixa Baviera. Depois da partição de 1349, receberam a Alta Baviera. Em 1351, Luís VI e Otão VII desistiram da herança bávara para tomar a dignidade eleitoral em Brandemburgo. Perdendo o Eleitorado de Brandemburgo em 1373, Otão regressou à Baviera para reclamar nova herança. Desta forma, partilha os bens dos sobrinhos (filhos de seu irmão Estêvão II). Na Baixa Baviera, os irmãos fazem nova partição: Estêvão recebe o Landshut, Guilherme e Alberto recebem Straubing em conjunto, aos quais se junta Alberto II, filho de Alberto I, em 1389. |
| Alberto II                                                                               |              | 1368                    | 1389-1397                       | 21 de janeiro de 1397          | Baviera-Straubing               | Não casou | Filhos de Luís IV, dividiram a herança em 1349. Luís V, Luís VI e Otão VII ficaram com a Alta Baviera; Guilherme, Alberto e Estêvão com a Baixa Baviera. Depois da partição de 1349, receberam a Alta Baviera. Em 1351, Luís VI e Otão VII desistiram da herança bávara para tomar a dignidade eleitoral em Brandemburgo. Perdendo o Eleitorado de Brandemburgo em 1373, Otão regressou à Baviera para reclamar nova herança. Desta forma, partilha os bens dos sobrinhos (filhos de seu irmão Estêvão II). Na Baixa Baviera, os irmãos fazem nova partição: Estêvão recebe o Landshut, Guilherme e Alberto recebem Straubing em conjunto, aos quais se junta Alberto II, filho de Alberto I, em 1389. |
| Meinardo I                                                                               |              | 9 de fevereiro de 1344  | 1361-1363                       | 13 de janeiro de 1363          | Alta Baviera                    | Margarida de Áustria 4 de setembro de 1359 Passau sem filhos | Não deixou descendentes. Após a sua morte, a Alta Baviera foi dividida entre os restantes ducados bávaros. |
| Dividido e definitivamente anexado pelos ducados de Baviera-Landshut e Baviera-Straubing |              |                         |                                 |                                |                                 | | |
| Frederico I O Sábio                                                                      |              | 1339                    | 1375-1393                       | 4 de dezembro de 1393          | Baviera-Landshut                | Ana de Neuffen 1360<brum filho Madalena Visconti 2 de setembro de 1381 cinco filhos | Governaram conjuntamente (e com o tio Otão VII até 1379). Em 1392 os irmãos dividiram a terra uma vez mais. Frederico reteve Landshut para si, Estêvão recebeu Ingolstadt e João Munique. |
| Estêvão III O Magnífico                                                                  |              | 1337                    | 1375-1392                       | 26 de setembro de 1413         | Baviera-Landshut                | Tadeia Visconti 13 de outubro de 1364 dois filhos Isabel de Clèves 17 de janeiro de 1401 Colónia dois filhos | Governaram conjuntamente (e com o tio Otão VII até 1379). Em 1392 os irmãos dividiram a terra uma vez mais. Frederico reteve Landshut para si, Estêvão recebeu Ingolstadt e João Munique. |
| Estêvão III O Magnífico                                                                  | 1392-1413    | 1337                    | Baviera-Landshut-Ingolstadt     | 26 de setembro de 1413         |                                 | Tadeia Visconti 13 de outubro de 1364 dois filhos Isabel de Clèves 17 de janeiro de 1401 Colónia dois filhos | Governaram conjuntamente (e com o tio Otão VII até 1379). Em 1392 os irmãos dividiram a terra uma vez mais. Frederico reteve Landshut para si, Estêvão recebeu Ingolstadt e João Munique. |
| João II                                                                                  |              | 1341                    | 1375-1392                       | 14 de junho/1 de julho de 1397 | Bavaria-Landshut                | Catarina da Gorizia 1372 três filhos | Governaram conjuntamente (e com o tio Otão VII até 1379). Em 1392 os irmãos dividiram a terra uma vez mais. Frederico reteve Landshut para si, Estêvão recebeu Ingolstadt e João Munique. |
| João II                                                                                  | 1392-1393    | 1341                    | Baviera-Landshut-Munique        | 14 de junho/1 de julho de 1397 |                                 | Catarina da Gorizia 1372 três filhos | Governaram conjuntamente (e com o tio Otão VII até 1379). Em 1392 os irmãos dividiram a terra uma vez mais. Frederico reteve Landshut para si, Estêvão recebeu Ingolstadt e João Munique. |
| Henrique XVI O Rico                                                                      |              | 1386                    | 1393-1450                       | 30 de julho de 1450            | Baviera-Landshut                | Margarida de Áustria 25 de novembro de 1412 Landshut seis filhos | Anexou Ingolstadt em 1445. |
| Ernesto I                                                                                |              | 1373                    | 1397-1438                       | 2 de julho de 1438             | Baviera-Landshut-Munique        | Isabel Visconti 26 de janeiro de 1395 Pfaffenhofen an der Ilm quatro filhos | Governaram em conjunto. |
| Guilherme II                                                                             |              | 1375                    | 1397-1435                       | 12 de setembro de 1435         | Baviera-Landshut-Munique        | Não casou | Governaram em conjunto. |
| Guilherme III                                                                            |              | 5 de abril de 1365      | 1404-1417                       | 31 de maio de 1417             | Baviera-Straubing               | Margarida de Borgonha 12 de abril de 1385 Cambrai um filho | Filho primogénito de Alberto I. |
| Luís VII O Barbudo                                                                       |              | 1368                    | 1413-1443                       | 1 de maio de 1447              | Baviera-Landshut-Ingolstadt     | Ana de Bourbon-La Marche 1 de outubro de 1402 dois filhos Catarina de Alençon 1413 dois filhos | Detido pelo próprio filho, que se aliava a Henrique XVI da Baviera-Landshut. Morreu na prisão. |
| Jaquelina                                                                                |              | 15 de julho de 1401     | 1417-1432                       | 8 de outubro de 1436           | Baviera-Straubing               | João, Delfim de França 6 de agosto de 1415 Haia sem filhos João IV, Duque de Brabante 10 de março de 1418 Haia (anulação duvidosa em 1422) sem filhos Humberto de Lencastre, Duque de Gloucester 7 de março de 1423 Hadleigh (secretamente; anulação duvidosa em 1428) sem filhos Frank van Borssele 1434 sem filhos | Contestada pelo tio, João III. Em 1432 abdicou de todos os títulos e terras. Straubing foi desta forma dividida entre os restantes ducados bávaros. |
| João III O Impiedoso (oponente)                                                          |              | 1374                    | 1417-1425                       | 6 de janeiro de 1425           | Baviera-Straubing (a contestar) | Isabel I, Duquesa do Luxemburgo 1418 sem filhos | Filho de Alberto I. Contestou Jaqueline até à sua morte em 1425. |
| Dividido e anexado defintivamente pelos restantes ducados bávaros                        |              |                         |                                 |                                |                                 | | |
| Alberto III                                                                              |              | 27 de março de 1401     | 1438-1460                       | 29 de fevereiro de 1460        | Baviera-Landshut-Munique        | Agnes Bernauer c.1432? (morganático) sem filhos Ana de Brunswick-Grubenhagen 22 de janeiro de 1437 Munique dez filhos | Filho de Ernesto. |
| Luís VIII O Corcunda                                                                     |              | 1 de setembro de 1403   | 1443-1445                       | 7 de abril de 1445             | Baviera-Landshut-Ingolstadt     | Margarida de Brandemburgo 20 de julho de 1441 sem filhos | Depois da sua morte Ingolstadt foi novamente anexado a Landshut. |
| Defintivamente anexado pelo Ducado da Baviera-Landshut                                   |              |                         |                                 |                                |                                 | | |
| Luís IX O Rico                                                                           |              | 23 de fevereiro de 1417 | 1450-1479                       | 18 de janeiro de 1479          | Baviera-Landshut                | Amália da Saxónia 21 de março de 1452 Landshut quatro filhos | |
| João IV                                                                                  |              | 4 de outubro de 1437    | 1460-1463                       | 18 de novembro de 1463         | Baviera-Landshut-Munique        | Não casou | Filho de Alberto III, governou com os irmãos. Em 1467, Sigismundo criou o seu próprio ducado, com centro em Dachau. |
| Sigismundo                                                                               |              | 26 de julho de 1439     | 1460-1467                       | 1 de fevereiro de 1501         | Baviera-Landshut-Munique        | Não casou | Em 1467, Sigismundo criou o seu próprio ducado, com centro em Dachau, mas não deixou descendência, e o ducado voltou para a Baviera-Munique após a sua morte. |
| Sigismundo                                                                               | 1467-1501    | 26 de julho de 1439     | Baviera-Landshut-Munique-Dachau | 1 de fevereiro de 1501         |                                 | Não casou | Em 1467, Sigismundo criou o seu próprio ducado, com centro em Dachau, mas não deixou descendência, e o ducado voltou para a Baviera-Munique após a sua morte. |
| Jorge I O Rico                                                                           |              | 15 de agosto de 1455    | 1479-1503                       | 1 de dezembro de 1503          | Baviera-Landshut                | Edviges da Polónia 14 de novembro de 1475 Landshut cinco filhos | Não deixou herdeiros masculinos, pelo que o seu ducado, após a sua morte, integrou a Baviera-Munique, que desta forma pôde reunificar a Baviera. |
| Alberto IV O Sábio                                                                       |              | 15 de dezembro de 1447  | 1460-1503                       | 18 de março de 1508            | Baviera-Landshut-Munique        | Cunegunda da Áustria 3 de janeiro de 1487 Munique sete filhos | Governou com os irmãos até 1467. Reuniu o ducado em 1503. Em 1506 Alberto decretou que o ducado apenas deveria passar de geração em geração de acordo com as leis da primogenitura. |
| Alberto IV O Sábio                                                                       | 1503-1508    | 15 de dezembro de 1447  | Baviera                         | 18 de março de 1508            |                                 | Cunegunda da Áustria 3 de janeiro de 1487 Munique sete filhos | Governou com os irmãos até 1467. Reuniu o ducado em 1503. Em 1506 Alberto decretou que o ducado apenas deveria passar de geração em geração de acordo com as leis da primogenitura. |
| Guilherme IV O Firme                                                                     |              | 13 de novembro de 1493  | 1508-1550                       | 7 de março de 1550             | Baviera                         | Maria de Baden-Sponheim 5 de outubro de 1522 Munique quatro filhos | Filhos de Alberto IV. Foram o último par de irmãos a governar em conjunto a Baviera. |
| Luís X                                                                                   |              | 18 de setembro de 1495  | 1516-1545                       | 22 de abril de 1545            | Baviera                         | Não casou | Filhos de Alberto IV. Foram o último par de irmãos a governar em conjunto a Baviera. |
| Alberto V O Magnânimo                                                                    |              | 29 de fevereiro de 1528 | 1550-1579                       | 24 de outubro de 1579          | Baviera                         | Ana de Áustria 4 de julho de 1546 Regensburg sete filhos | |
| Guilherme V O Piedoso                                                                    | William V    | 29 de setembro de 1548  | 1579-1597                       | 7 de fevereiro de 1626         | Baviera                         | Renata de Lorena 22 de fevereiro de 1568 Munique dez filhos | Abdicou para o filho em 1597. |
| Maximiliano I O Grande                                                                   | Maximilian I | 17 de abril de 1573     | 1597-1623                       | 27 de setembro de 1651         | Baviera                         | Isabel de Lorena 9 de fevereiro de 1595 Nancy sem filhos Maria Ana de Áustria 15 de julho de 1635 Viena dois filhos | Filho de Guilherme V, era um aliado de Fernando II do Sacro Império Romano-Germânico na Guerra dos Trinta Anos. Quando o Eleitor do Palatinado, Frederico V, chefe de um ramo dos Wittelsbach, se envolveu na guerra contra o Imperador, foram-lhe retirados todos os títulos e cargos políticos. Maximiliano recebeu o Eleitorado do Palatinado em 1623. |

## Eleitores da Baviera

### Casa de Wittelsbach
| # | Nome                   |  | Início do governo       | Fim do governo          | Cognome(s) | Notas                                                             |
| - | ---------------------- |  | ----------------------- | ----------------------- | ---------- | ----------------------------------------------------------------- |
| 1 | Maximiliano I          |  | 25 de Fevereiro de 1623 | 27 de Setembro de 1651  |            | Até 1623, Maximiliano foi Duque da Baviera .                      |
| 2 | Fernando Maria         |  | 27 de Setembro de 1651  | 26 de Maio de 1679      |            |                                                                   |
| 3 | Maximiliano II Emanuel |  | 26 de Maio de 1679      | 26 de Fevereiro de 1726 |            |                                                                   |
| 4 | Carlos Alberto         |  | 26 de Fevereiro de 1726 | 20 de Janeiro de 1745   |            |                                                                   |
| 5 | Maximiliano III José   |  | 20 de Janeiro de 1745   | 30 de Dezembro de 1777  |            |                                                                   |
| 6 | Carlos Teodoro         |  | 30 de Dezembro de 1777  | 16 de Fevereiro de 1799 |            |                                                                   |
| 7 | Maximiliano IV José    |  | 16 de Fevereiro de 1799 | 1 de Janeiro de 1806    |            | A partir de 1806, Maximiliano torna-se o primeiro rei da Baviera. |

## Reis da Baviera

### Casa de Wittelsbach
| # | Nome           |  | Início do governo     | Fim do governo         | Cognome(s) | Notas                                                                                               |
| - | -------------- |  | --------------------- | ---------------------- | ---------- | --------------------------------------------------------------------------------------------------- |
| 1 | Maximiliano I  |  | 1 de Janeiro de 1806  | 13 de Outubro de 1825  |            | Até 1806, Maximiliano era Eleitor da Baviera.                                                       |
| 2 | Luís I         |  | 13 de Outubro de 1825 | 20 de Março de 1848    |            | |
| 3 | Maximiliano II |  | 20 de Março de 1848   | 10 de Março de 1864    |            | |
| 4 | Luís II        |  | 10 de Março de 1864   | 13 de Junho de 1886    |            | |
| 5 | Oto            |  | 13 de Junho de 1886   | 5 de Novembro de 1913  |            | |
| 6 | Luís III       |  | 5 de Novembro de 1913 | 13 de Novembro de 1918 |            | Luís III acabou por perder o trono na Revolução Espartaquista, no final da Primeira Guerra Mundial. |